# Microdrosophila fuscata
Microdrosophila fuscata är en tvåvingeart som beskrevs av Toyohi Okada 1960. Microdrosophila fuscata ingår i släktet Microdrosophila och familjen daggflugor. Inga underarter finns listade i Catalogue of Life.